# Microzoanthus kagerou
Microzoanthus kagerou is een Zoanthideasoort uit de familie van de Microzoanthidae. De wetenschappelijke naam van de soort is voor het eerst geldig gepubliceerd in 2011 door Fujii & Reimer.